# Horní čp. 136 (Prachatice)
Horní č. p. 136 je renesanční měšťanský dům z poloviny 16. století v Horní ulici v Prachaticích. Jednopatrový dům s půdním atikovým patrem a hladkým průčelím. V přízemí stlačeně klenutý vjezd. Pětiosé průčelí vrcholí původní renesanční atikou ve formě cimbuří s vpadlými políčky. Dům je součástí městské památkové rezervace Prachatice. Od 3. května 1958 chráněná kulturní památka.

## Popis domu
Řadový jednopatrový dům s druhým, původně pouze půdním, atikovým patrem s hladkým průčelím. Navazuje výškově i výškou atikových říms plynule na sousední domy čp. 135 a čp. 137. Uliční průčelí je co do počtu okenních otvorů pětiosé, dřevěná dvoukřídlá okna jsou členěna do šesti tabulek. V přízemí stlačeně klenutý vjezd pozdně klasicistního původu s bílým orámováním. Vstupní dřevěná dvoukřídlá vrata jsou rovněž klasicistní. Hladké stejnobarevné průčelí krémové barvy je členěno pouze římsou mezi prvním a atikovým patrem. Průčelí zakončeno atikou s cimbuřím s vpadlými políčky, cimbuří odděluje od atikového patra plasticky členěná římsa. Atiku prolamují tři otvory, středový původně sloužil pro střešní žlab, krajní dva prosvětlující otvory zvětšeny v minulosti pro lepší přístupu světla do podkroví. Střecha za atikou je sedlová, podélně orientovaná. Za atikou se nachází střešní terasa. Původní renesanční střecha byla dvoupultová, se středovým úžlabím. Dispozičně jde o hloubkový dvojtrakt se střední schodišťovou síní. Síň a pravý trakt upraveny klasicistně koncem 19. století plackovou klenbou. Zadní části domu klenuty valeně s výsečemi. Zadní průčelí není hradbou, jak je tomu u sousedních domů. Dům má dvě úrovně sklepů.
K hodnotným prvkům patří částečně zachovaná dispozice napovídající o stavebním vývoji domu, dále plackové klenby v předním traktu a starší valené klenby s výsečemi v zadním traktu, v průčelí zachovaná renesanční atika a zároveň zasazení domu v historické zástavbě města.

Dle dřívějších popisů z 19. století, byla fasáda zdobena malbami, pocházejícími pravděpodobně z 16. století: Pod výklenkem nad vraty byl vymalován mladý muž s psíkem na provázku, doplněný mravoučným nápisem: 
"Mládež z mládí vésti".

 V průčelí, ve středu fasády, pak byla malba pádu Adamova a rytíře u polonahé ženy. Pod obrazem pak byl nápis: 
"Příklad tento ukazuje, kterak člověk vyvoluje to, což k zkáze jeho bývá, žádosti mrzké sloužívá, Protož kdož ctnosti miluje, zlých žádostí se zhošťuje."

 Malby popisoval již František Josef Sláma v roce 1838 a Jan Václav Truhlář v roce 1877. Jan Bohuslav Miltner v roce 1881 uvádí, že malby jsou "již hrubě sešlé", František Mareš a Jan Sedláček v roce 1913 uvádějí že: "Po nápise a malbách není již ani památky".

## Historie domu

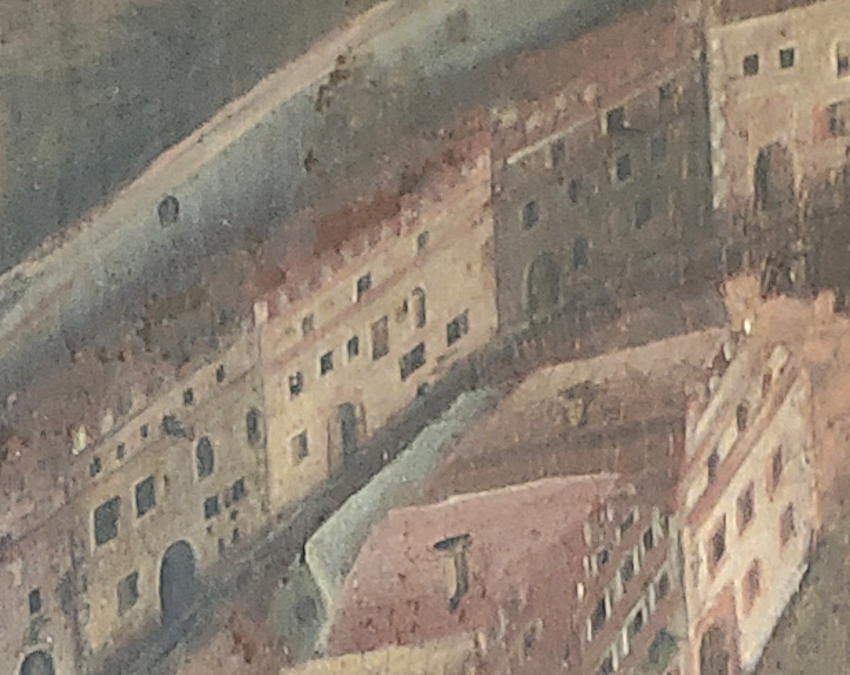
Vyobrazení č.p. 136 (uprostřed) na obraze Jindřicha De Verle z roku 1670

Existenci domu lze předpokládat již ve 14. století. Velká přestavba domu pak proběhla v polovině 16. století, kdy byl dům výrazně přestavěn do víceméně hmotově současné podoby. Dům možná nebyl, jako jeden z mála domů ve městě, poškozen při velkém požáru města v roce 1832. Dům byl následně přestavěn koncem 19. století. Při těchto úpravách došlo ke zvětšení a posunu okenních otvorů v patře, upraven byl tvar vjezdu a došlo k zaklenutí některých, zřejmě původně pouze plochostropých prostor v domě. Dům rovněž dostal novou jednoduchou klasicistní fasádu. Při této úpravě zanikly pravděpodobně i poslední zbytky výše zmiňovaných renesančních maleb na fasádě. Další výraznější stavební úpravy proběhly 80.–90. letech 20. století, kdy byla v podkroví vybudována půdní vestavba, nově bylo pojednáno  schodiště mezi patry, upraveno bylo zadní průčelí a ve dvoře došlo k odstranění zděného přístavku.